# Can Faves
Can Faves és una obra de Cardedeu (Vallès Oriental) protegida com a Bé Cultural d'Interès Local.

## Descripció
Edifici entre mitgeres de planta rectangular, planta baixa, pis i coberta de dos aiguavessos amb carener paral·lel a la façana principal, amb un terrat a la part posterior del primer pis. La façana principal presenta un portal d'arc a nivell en un dels laterals, amb brancals fets de carreus granítics i llinda formada per una gran llosa de pedra. Al costat hi ha una finestra rectangular protegida amb una reixa, també amb llinda i brancals de pedra. Al pis superior hi ha una única obertura centrada d'arc mixtilini amb un emmarcament de pedra granítica. El seu parament és arrebossat i pintat.
La façana posterior presenta una balconera i una finestra amb llinda.

## Història
L'edifici data dels segles XVII-XVIII. Durant els segles xix i xx s'hi van produir importants reformes, tot i que no van afectar la façana principal.